# Diskografija pjevačice Minee
Diskografija Minee obuhvaća šest studijskih albuma, dvije kompilacije, četrdeset singlova i dvadeset šest video spota.

## Studijski albumi
| Godina                                                                               | Album | Najviša pozicija | Najviša pozicija | Najviša pozicija | Certifikacije |
| Godina                                                                               | Album | HR               | SL               | SR               | Certifikacije |
| ------------------------------------------------------------------------------------ | --- | ---------------- | ---------------- | ---------------- | ------------- |
| 1995.                                                                                | Good boy - izdan: 19. lipnja 1995. - producentska kuća: Croatia Records - formati: CD, kazeta                       | 1                | —                | —                |               |
| 1996.                                                                                | Vrapci i komarci - izdan: 12. prosinca 1995. - producentska kuća: Croatia Records - formati: CD, kazeta             | 1                | 1                | —                |               |
| 1997.                                                                                | E, pa neka - izdan: 20. listopada 1997. - producentska kuća: Orfej, Tonika - formati: CD, kazeta                    | 1                | 1                | —                |               |
| 2000.                                                                                | Mimo zakona - izdan: 19. travnja 2000. - producentska kuća: Croatia Records, Tonika - formati: CD, kazeta           | 1                | 1                | 1                |               |
| 2001.                                                                                | Kad smo...ono, znaš - izdan: 23. listopada 2001. - producentska kuća: Croatia Records, Tonika - formati: CD, kazeta | 1                | 1                | 3                | HR: Zlatna    |
| 2004.                                                                                | Sve u četiri oka - izdan: 12. studenog 2004. - producentska kuća: Croatia Records - formati: CD, kazeta             | 5                | 3                | 10               |               |
| "—" znači da album nije izdan u toj državi ili nije dosegao mjesto na top ljestvici. | |                  |                  |                  |               |

## Kompilacijski albumi
| Godina                                                                               | Album | Najviša pozicija | Najviša pozicija | Najviša pozicija | Certifikacije |
| Godina                                                                               | Album | HR               | SL               | SR               | Certifikacije |
| ------------------------------------------------------------------------------------ | --- | ---------------- | ---------------- | ---------------- | ------------- |
| 2003.                                                                                | Sve najbolje - izdan: 23. travnja 2003. - producentska kuća: Croatia Records, Tonika - formati: CD, kazeta                        | 1                | 1                | 5                |               |
| 2015.                                                                                | The Best Of Collection - izdan: 17. rujna 2015. - producentska kuća: Croatia Records - formati: CD, digitalni download, streaming | 16               | —                | —                |               |
| "—" znači da album nije izdan u toj državi ili nije dosegao mjesto na top ljestvici. | |                  |                  |                  |               |

## EP
| Godina | Album                                                                                    | Najviša pozicija | Najviša pozicija | Najviša pozicija | Certifikacije |
| Godina | Album                                                                                    | HR               | SL               | SR               | Certifikacije |
| ------ | ---------------------------------------------------------------------------------------- | ---------------- | ---------------- | ---------------- | ------------- |
| 2014.  | I.Bee, Minea i Ella - 90's party - izdan: 2014. - producentska kuća: Promo - formati: CD | —                | —                | —                |               |

## Singlovi
| Godina                                                                               | Singl                          | Najviša pozicija | Najviša pozicija | Najviša pozicija | Album                  |
| Godina                                                                               | Singl                          | HR               | SL               | SR               | Album                  |
| ------------------------------------------------------------------------------------ | ------------------------------ | ---------------- | ---------------- | ---------------- | ---------------------- |
| 1995.                                                                                | Ljubav je pjesma ptice slijepe | —                | —                | —                | Good boy               |
| 1995.                                                                                | Good boy                       | 1                | —                | —                | Good boy               |
| 1995.                                                                                | Mornaru moj                    | 8                | —                | —                | Singl                  |
| 1995.                                                                                | Vrapci i komarci               | 1                | —                | —                | Vrapci i komarci       |
| 1996.                                                                                | Uberi ljubicu                  | 1                | —                | —                | Vrapci i komarci       |
| 1996.                                                                                | Sija sunce                     | 1                | —                | —                | Singl                  |
| 1997.                                                                                | Magla                          | 5                | —                | —                | E, pa neka             |
| 1997.                                                                                | Lasta, lastavica               | 1                | 5                | —                | E, pa neka             |
| 1997.                                                                                | E, pa neka                     | 2                | —                | —                | E, pa neka             |
| 1997.                                                                                | Ako ovo je kraj                | 3                | —                | —                | E, pa neka             |
| 1998.                                                                                | Rano                           | 1                | 1                | 3                | Mimo zakona            |
| 1998.                                                                                | Malo fali                      | 7                | 9                | —                | Mimo zakona            |
| 1999.                                                                                | U ponoć pozvoni                | 5                | 12               | —                | Mimo zakona            |
| 1999.                                                                                | Bit će bolje                   | 1                | 1                | 5                | Mimo zakona            |
| 2000.                                                                                | Što bi mi                      | 7                | —                | —                | Mimo zakona            |
| 2000.                                                                                | Jako                           | 7                | 10               | 9                | Mimo zakona            |
| 2000.                                                                                | Mimo zakona                    | 1                | 1                | 1                | Mimo zakona            |
| 2000.                                                                                | Duga                           | 10               | —                | —                | Mimo zakona            |
| 2001.                                                                                | Pod tvojim prstima             | 5                | —                | —                | Kad smo...ono, znaš    |
| 2001.                                                                                | Da me 'oće Stipe               | 1                | 7                | —                | Kad smo...ono, znaš    |
| 2001.                                                                                | Hej, ljubavi                   | 2                | 4                | —                | Kad smo...ono, znaš    |
| 2002.                                                                                | Nisi čovjek kojega sam voljela | —                | —                | —                | Singl                  |
| 2002.                                                                                | Život je lijep                 | —                | —                | 20               | Singl                  |
| 2003.                                                                                | Kad volim, volim               | 1                | 1                | 9                | Sve najbolje           |
| 2004.                                                                                | Sve u četiri oka               | 3                | 2                | 10               | Sve u četiri oka       |
| 2004.                                                                                | Idi, baš me briga              | 15               | 10               | —                | Sve u četiri oka       |
| 2004.                                                                                | Rano (etno remix)              | 10               | 10               | —                | Sve u četiri oka       |
| 2004.                                                                                | Znaci nevjere                  | 12               | 5                | —                | Sve u četiri oka       |
| 2005.                                                                                | Samo uzmi me                   | —                | —                | 14               | Singl                  |
| 2006.                                                                                | Sve dok ne postanem prah       | —                | —                | —                | Singl                  |
| 2006.                                                                                | Teško                          | 15               | 9                | —                | Singl                  |
| 2007.                                                                                | Kap                            | —                | 5                | 10               | Singl                  |
| 2008.                                                                                | Još si moj                     | 10               | 3                | —                | The Best Of Collection |
| 2008.                                                                                | Ostani na mojim usnama         | —                | —                | —                | Singl                  |
| 2009.                                                                                | Od srca oteto                  | —                | 15               | —                | Singl                  |
| 2011.                                                                                | Jedno                          | 5                | 3                | —                | The Best Of Collection |
| 2012.                                                                                | Potpisujem                     | 20               | 9                | —                | The Best Of Collection |
| 2013.                                                                                | Srce zauzeto                   | —                | 4                | —                | The Best Of Collection |
| 2015.                                                                                | Razonoda                       | —                | —                | —                | The Best Of Collection |
| 2015.                                                                                | Mi smo jedno drugom suđeni     | 5                | —                | —                | The Best Of Collection |
| 2016.                                                                                | Doza rizika (Ljubakanje)       | 17               | —                | —                | Singl                  |
| 2018.                                                                                | Čovjek s dva lica              | —                | —                | —                | Singl                  |
| 2022.                                                                                | Bio bio ft. Nika Zorjan        | —                | —                | —                | Singl                  |
| 2024.                                                                                | Daj mi jedan dan ft. Joy       | 6                | —                | —                | Singl                  |
| 2024.                                                                                | Ti                             | 11.              | —                | —                | Singl                  |
| "—" znači da album nije izdan u toj državi ili nije dosegao mjesto na top ljestvici. |                                |                  |                  |                  |                        |

### Ostalo
| Godina                                                                               | Singl                                     | Najviša pozicija | Najviša pozicija | Najviša pozicija | Album              |
| Godina                                                                               | Singl                                     | HR               | SL               | SR               | Album              |
| ------------------------------------------------------------------------------------ | ----------------------------------------- | ---------------- | ---------------- | ---------------- | ------------------ |
| 1995.                                                                                | Božić je feat. Tonika Dream Team          | 1                | —                | —                | Tonika Hit's       |
| 2009.                                                                                | Još čuvam senje feat. Viline              | —                | —                | —                | Krapinski festival |
| 2011.                                                                                | Ljubav vu zagorskom kraju feat. Ilirci    | —                | —                | —                | Krapinski festival |
| 2014.                                                                                | Na Jadran feat. Ivana Banfić i Ella       | —                | —                | —                | 90's party projekt |
| 2015.                                                                                | Božić je pred vratima feat. TS Prijatelj) | 12               | —                | —                | Singl              |
| "—" znači da album nije izdan u toj državi ili nije dosegao mjesto na top ljestvici. |                                           |                  |                  |                  |                    |

## Videospotovi
| Godina | Videospot                      |
| ------ | ------------------------------ |
| 1995.  | Ljubav je pjesma ptice slijepe |
| 1995.  | Vrapci i komarci               |
| 1996.  | Uberi ljubicu                  |
| 1996.  | Sija sunce                     |
| 1997.  | Magla je                       |
| 1997.  | Lasta, lastavica               |
| 1997.  | E, pa neka                     |
| 1997.  | Ako je ovo kraj                |
| 1997.  | Božić je                       |
| 1998.  | Rano                           |
| 1998.  | Malo fali                      |
| 1999.  | U ponoć pozvoni                |
| 1999.  | Bit će bolje                   |
| 2000.  | Jako                           |
| 2000.  | Mimo zakona                    |
| 2000.  | Duga                           |
| 2001.  | Da me 'oće Stipe               |
| 2001.  | Hej, ljubavi                   |
| 2003.  | Kad volim, volim               |
| 2004.  | Sve u četiri oka               |
| 2007.  | Kap                            |
| 2011.  | Jedno                          |
| 2012.  | Potpisujem                     |
| 2013.  | Srce zauzeto                   |
| 2014.  | Božić je pred vratima          |
| 2015.  | Razonoda                       |